# A Cidade das Mulheres
A Cidade das Mulheres é um filme documentário brasileiro produzido e dirigido por Lázaro Faria.
 O argumento, roteiro e trilha sonora (interpretada por Elza Soares) são da escritora paulistana Cléo Martins, a Agbeni Xangô do Ilê Axé Opô Afonjá. O filme, que tem como protagonista Mãe Stella de Oxóssi, a ialorixá do Ilê Axé Opô Afonjá, é uma homenagem à antropóloga americana judia Ruth Landes (falecida em 1991) autora do livro The city of women (em tradução, A Cidade das Mulheres), escrito em 1939, pontuando a vida digna e verdadeira das mulheres de terreiro da Bahia conhecidas por mulheres do partido alto. Foi vencedor, em 2005, do prêmio Tatu de Ouro e do prêmio Banco do Nordeste.